# 쿠루크셰트라 전쟁
쿠루크셰트라 전쟁(산스크리트어: कुरुक्षेत्र युद्ध), 또는 마하바라타 전쟁은 힌두교 서사시 마하바라타에 묘사된 전쟁으로, 쿠루 왕위를 놓고 두 사촌 집단인 카우라바와 판다바 간의 왕위 계승 투쟁에서 발생했다. 이 전쟁은 바가바드 기타의 대화 배경으로 사용된다.

## 배경
마하바라타는 쿠루 씨족이라 불리는 지배 왕조의 여러 세대에 걸친 삶과 행적에 대한 기록이다. 이 서사시의 핵심은 이 씨족에 속하는 두 라이벌 가문 사이에 일어난 전쟁에 대한 기록이다. 쿠루크셰트라(문자 그대로 "쿠루의 지역")는 다르마크셰트라 ("다르마의 지역")라고도 불리며, 쿠루크셰트라 전쟁이 벌어진 전장이었다. 마하바라타에 따르면 이 장소는 땅의 신성함 때문에 그곳에서 저지른 죄가 용서받았기 때문에 선택되었다고 한다.
전쟁의 사건들은 마하바라타의 4분의 1 이상을 차지한다. 이 장들은 마하바라타에서 가장 오래된 부분 중 하나로 간주된다.

## 역사성과 연대
전쟁의 역사성은 여전히 학술적 논의의 대상이다. 리그베다에 언급된 십왕 전투가 쿠루크셰트라 전쟁 이야기의 핵심을 형성했을 수도 있다. 이 전쟁은 마하바라타의 기록에서 크게 확장되고 수정되어 의심스럽다. 쿠루크셰트라 전쟁의 역사적 연대를 추정하려는 시도가 있었으며,  기원전 1000년c.을 시사하는 연구 결과가 있다. 그러나 대중적인 전통은 전쟁이 칼리 유가로의 전환을 나타낸다고 주장하며,  기원전 3102년c.으로 연대를 추정한다.

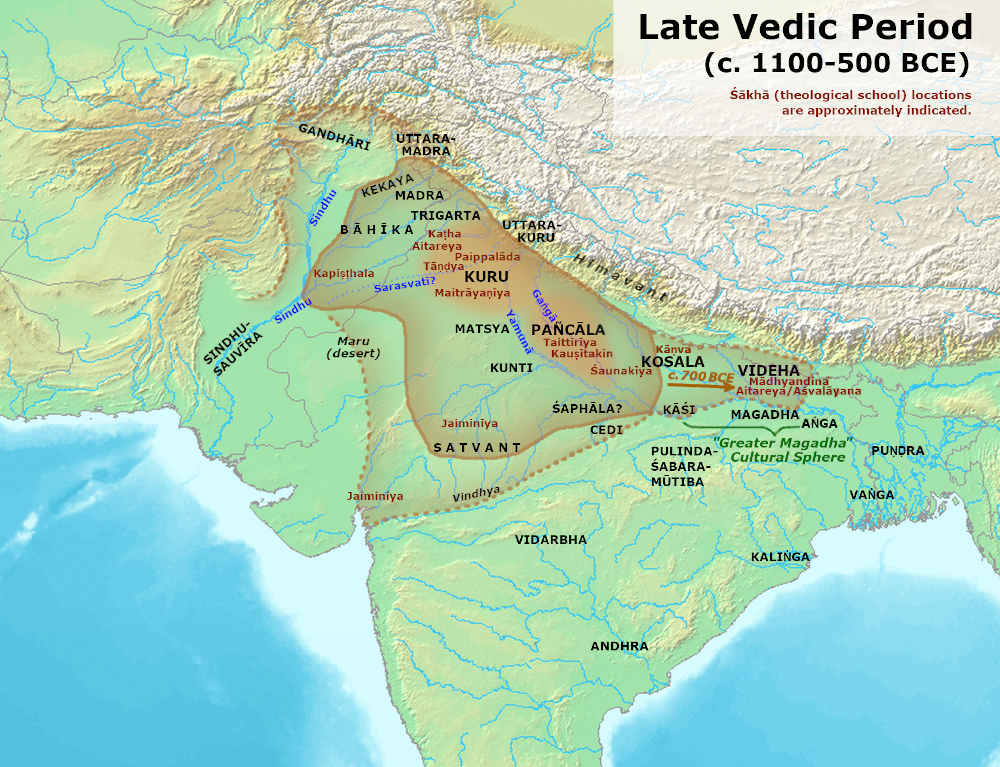
후기 베다 시대 (기원전 1100~500년경)의 아리야바르타 대략적인 범위. 아리야바르타는 인도 북서부와 서부 갠지스 평원에 국한되었으며, 동부의 대마가다는 비베다계 인도아리아인들이 거주하여 자이나교와 불교가 발생했다.

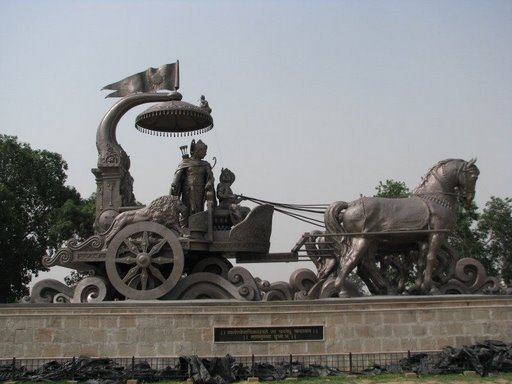
쿠루크셰트라 전쟁 중 크리슈나와 아르주나가 탄 전차의 현대 청동 조각상.

### 문헌적 흔적
쿠루크셰트라 전쟁은 베다 문헌에 언급되지 않지만, 후대 문헌에서의 중요성으로 인해 영국 인도학자 A. L. 배샴은 쿠루크셰트라에서 대규모 전투가 있었고, 이 전투가 "거대한 규모로 확대되어 인도 서사시 중 가장 위대한 마하바라타 이야기의 기초를 형성했다"고 결론지었다. 그는 후대 "세대들이 이 전쟁을 한 시대의 종말로 보았다"는 것을 인정하면서도, 내전이라기보다는 "언덕에서 온 몽골 유형의 부족에 의한 쿠루족 정복에 대한 혼란스러운 기억"일 수 있다고 제안했다. 그는 이 전쟁이 역사학자에게 무용하며, 고고학적 증거와 "브라마나 문헌 자체의 일부 증거"를 바탕으로 전쟁 연대를 기원전 9세기로 추정했다.
푸라나 문헌은 마하바라타 서사와 관련된 족보 목록을 제시한다. 푸라나에는 두 가지 증거가 있다. 파리크시트(아르주나의 손자)의 탄생과 마하파드마 난다의 즉위(일반적으로 기원전 382년으로 추정) 사이에 1,015년(또는 1,050년)이 있었다는 직접적인 진술이 있는데, 이는 바라타 전투를 약 기원전 1400년으로 추정할 수 있다. 이는 족보에 나열된 왕들의 평균 재위 기간이 비정상적으로 길다는 것을 의미한다.
또한 푸라나에는 아디시마크리슈나(파리크시트의 증손자)와 마하파드마 난다 시대 사이의 병렬 족보에 대한 분석도 있다. 파르기터는 10개의 다른 왕조 목록을 평균하여 26세대를 추정하고, 평균 재위 기간을 18년으로 가정하여 아디시마크리슈나를 기원전 850년경, 바라타 전투를 약 기원전 950년경으로 추정했다.

### 학술적 연대
데이터의 불확실성에도 불구하고, 쿠루크셰트라 전쟁의 역사적 연대를 추정하려는 시도가 있었다. 현존하는 마하바라타 텍스트는 여러 차례 수정되었으며, 주로 기원전 500년경에서 서기 400년경 사이의 시기에 속한다. 마하바라타의 액자식 구조 내에서 파리크시트 왕과 자나메자야 왕은 쿠루 씨족의 후예로서 중요한 비중을 차지하며, 미카엘 비첼은 이 서사시의 전반적인 배경이 베다 시대에 역사적 선례를 가지고 있다고 결론짓는데, 이 시기에는 쿠루 왕국이 대략 기원전 1200년에서 800년 사이에 정치 권력의 중심지였다. 알프 힐테바이트 교수에 따르면, 마하바라타는 본질적으로 신화적이다. 인도 역사학자 우핀데르 싱은 다음과 같이 썼다:
판다바와 카우라바 사이에 치열한 전쟁이 실제로 일어났는지 여부는 증명되거나 반증될 수 없다. 소규모의 충돌이음유시인과 시인에 의해 거대한 서사시적 전쟁으로 변모했을 가능성이 있다. 일부 역사학자와 고고학자들은 이 충돌이 기원전 1000년경에 일어났을 수 있다고 주장한다.

핀란드 신학자 아스코 파르폴라에 따르면, 이 전쟁은 회문채색토기 문화의 후기 단계, 즉 기원전 750~350년경에 일어났을 수 있다.

### 대중적 전통과 고천문학
대중적인 전통은 이 전쟁이 칼리 유가로의 전환을 의미하며, 연대를 기원전 3102년으로 본다. 여러 다른 제안들이 제시되었다.
- 베드비르 아르야는 샤카 시대와 샤칸타 시대를 구분하고, 대중적 전통에 따른 연대에 60년의 보정을 적용하여 아이홀레 비문에 근거하여 기원전 3162년으로 본다.[24]
- B. N. 아차르는 행성 소프트웨어를 사용하여 마하바라타 전쟁이 기원전 3067년에 일어났다고 주장했다.[25]
- 디터 코흐는 본문에 언급된 슈퍼-합성 현상을 바탕으로 행성 소프트웨어를 사용하여 전쟁 연대를 기원전 1198년으로 추정했다.[26]
- 인도 국정력을 만든 달력 개혁 위원회 위원 중 한 명인 케셰오 락시만 다프타리는 전쟁이 기원전 1197년에 일어났다고 주장한다.[27]
- V. S. 두베이는 전쟁이 기원전 950년경에 일어났다고 주장한다.[28]

### 고고학 문화와의 연관성
인도 고고학자 B. B. 랄은 평균 재위 기간에 대한 보다 보수적인 가정을 사용하여 기원전 836년으로 추정하고, 이를 채색 회색토기 (PGW) 유적지의 고고학적 증거와 연관시켰는데, PGW 유물과 서사시에 언급된 장소들 사이에 강한 연관성이 있었다. 존 케이는 이를 확인하고 전투가 기원전 950년에 일어났다고 연대를 추정했다.
파르폴라에 따르면, 이 전쟁은 채색 회색토기 문화의 후기 단계인 기원전 750-350년경에 일어났을 수 있다. 그는 판다바 영웅들이 그리히야수트라스 이전의 베다 문헌에서는 언급되지 않는다고 지적했다. 파르폴라는 판다바들이 기원전 800년경 남아시아에 도착한 이란 이민자였을 가능성을 제안한다.
시나울리에서 발굴된 유적지에서는 황토색 토기 문화 (OCP)에 속하는 수레의 잔해가 있는 무덤이 발견되었다. 여러 저자들은 리그 베다 문화와 전쟁을 PGW 대신 OCP와 연관시키기를 제안했다. 수레의 연대는 기원전 1800-1500년(±150년)으로 추정되지만, 굽타와 마니는 "현재의 고고학적 증거로 볼 때 OCP가 마하바라타와의 연관성에 더 강력한 후보"라고 말하며, 전쟁 연대를 기원전 4천년기로 추정했다. 파르폴라는 이 발견들을 소가 끄는 수레로 보며, 기원전 2천년기 초에 리그 베다인들의 이주 이전에 인도아리아인 이주의 첫 물결에 대한 그의 제안을 지지하는 것으로 본다.

## 마하바라타의 전쟁 기록

### 시작
처음에 산자야는 지구의 다양한 대륙과 다른 행성들에 대한 설명을 하고, 고대 인도 아대륙(바라타 바르샤)의 왕국, 부족, 주, 도시, 마을, 촌락, 강, 산, 숲에 대한 상세한 목록을 제시한다. 그는 또한 각 측이 매일 채택한 군대 대형, 각 영웅의 죽음, 각 전쟁 경주에 대한 세부 사항을 설명한다.

### 크리슈나의 평화 사절

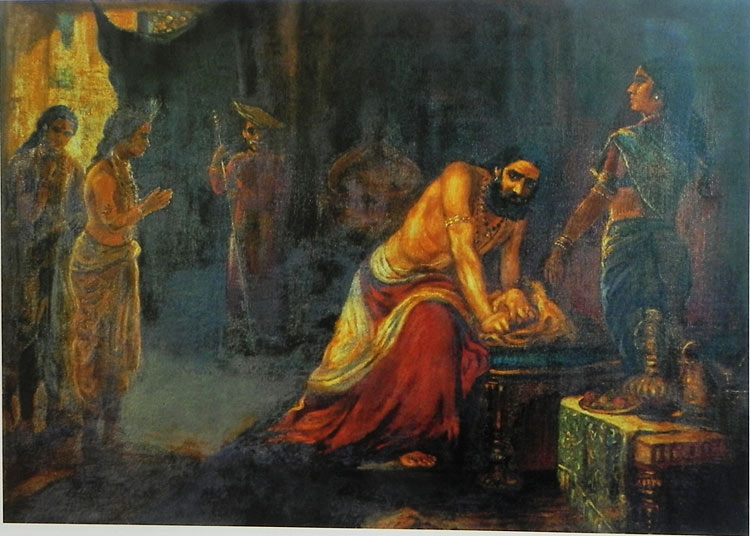
크리슈나가 드리타라슈트라에게 전쟁을 피하라고 간청한다

마지막 평화 시도로 라자다르마(왕의 의무)에 따라 크리슈나는 쿠루 왕국으로 가서 카우라바에게 이성을 찾고, 친족의 유혈 사태를 피하며, 판다바의 "신성한" 대사로서 평화로운 길을 택하도록 설득한다. 두료다나는 크리슈나가 왕궁에 머무르라는 자신의 초대를 거절하자 모욕감을 느낀다. 두료다나는 크리슈나를 체포하여 하스티나푸르 왕실 법정 전체 앞에서 그를 모욕하고 굴욕을 주고 비방하여 판다바의 위신에 도전하고 공개적인 전쟁을 선포할 계획을 세운다.
하스티나푸라 왕궁의 쿠루 마하사바에서 크리슈나가 공식적으로 평화 제안을 제시할 때, 크리슈나는 두료다나에게 인드라프라스타를 판다바에게 돌려주고 현상 유지를 회복하거나, 최소한 판다바 각자를 위해 다섯 개의 마을을 줄 것을 요구한다. 두료다나는 거절한다. 크리슈나의 평화 제안은 무시되고 기각되며, 두료다나는 장로들의 경고에도 불구하고 공개적으로 병사들에게 크리슈나를 체포하라고 명령한다. 크리슈나는 웃으며 강렬한 빛을 발하는 자신의 신성한 형태를 드러낸다. 그는 두료다나에게 그의 허벅지를 찢어버리겠다고 맹세한 자의 손에 의해 그의 몰락이 확실하다고 저주한다. 두료다나에게 완전히 모욕당한 크리슈나는 우파플라비아에 있는 판다바 진영으로 돌아가 판다바들에게 정의와 의로움의 원칙을 지키기 위해 남은 유일한 길은 전쟁뿐이라고 알린다. 돌아오는 길에 크리슈나는 쿤티의 맏아들(유디슈티라 이전에 태어난)인 카르나를 만나 그에게 형제들을 돕고 다르마 편에서 싸우라고 요청한다. 그러나 두료다나의 도움을 받고 있기 때문에 카르나는 크리슈나에게 자신은 갚아야 할 빚이 있으므로 판다바와 싸울 것이라고 말한다.

### 전쟁 준비

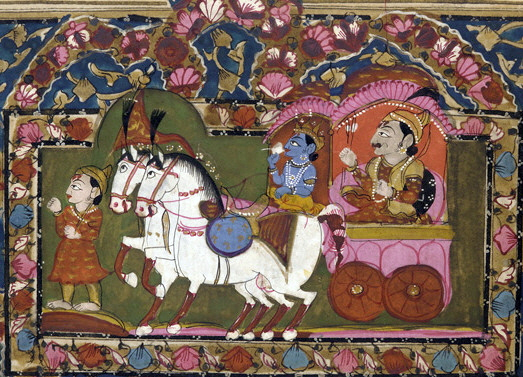
18~19세기 회화에 그려진 크리슈나와 아르주나가 탄 전차

두료다나와 아르주나는 드바라카에 있는 크리슈나를 찾아가 그와 그의 군대의 도움을 요청한다. 두료다나가 먼저 도착하여 크리슈나가 잠들어 있는 것을 발견한다. 두료다나는 크리슈나의 머리맡에 앉아 그가 깨어나기를 기다리는 반면, 아르주나는 크리슈나의 발밑에 앉아 기다린다. 크리슈나가 깨어나자 그는 아르주나를 먼저 보고 그에게 먼저 요청할 권리를 주었다. 크리슈나는 아르주나와 두료다나에게 고파스로 구성된 나라야니 세나를 한쪽에 주고 자신은 비전투원으로서 다른 한쪽에 있겠다고 말한다. 아르주나에게 먼저 선택권이 주어지자 두료다나는 아르주나가 크리슈나의 강력한 군대를 선택할까 봐 걱정한다. 크리슈나의 군대와 크리슈나 자신 중 하나를 선택할 기회가 주어지자 아르주나는 크리슈나를 선택한다. 아르주나는 크리슈나에게 자신의 전차병이 되어달라고 요청했고, 크리슈나는 동의한다. 두료다나와 아르주나 모두 만족하여 돌아갔다.
판다바들은 비라타 영토의 우파플라비아에 진을 치고 군대를 모은다. 전국 각지에서 파병대가 도착한다.

#### 판다바군

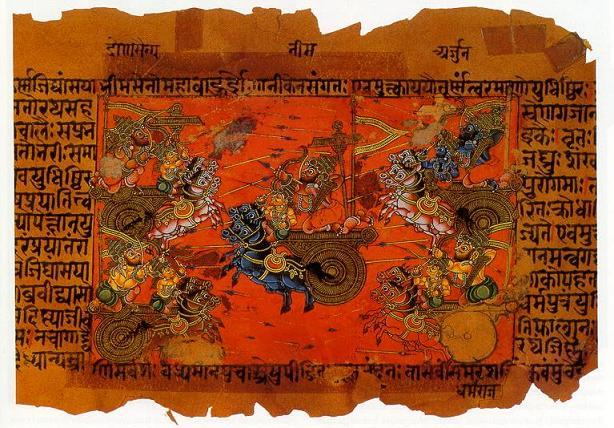
마하바라타에 기록된 카우라바와 판다바 사이의 쿠루크셰트라 전투를 묘사한 필사본 삽화

유디슈티라는 동생들에게 군대를 조직하라고 지시한다. 판다바는 동맹국의 도움으로 7개의 악샤우히니를 보유하고 있다. 지휘관들과 협의한 후, 판다바는 드리슈타디움나를 판다바 군대의 총사령관으로 임명한다.

#### 카우라바군
카우라바 군대는 11개의 악샤우히니로 구성되어 있다. 여기에는 원래 7명의 마하라티(크리슈나, 발라라마, 삼바, 아후카, 차루데슈나, 차크라데바, 사트야키)와 7명의 아티라티(크리타바르마, 아나드리슈티, 사미카, 사미틴자야, 칸카, 산쿠, 쿤티)를 포함하는 크리슈나의 나라야니 세나가 포함된다. 두료다나는 비슈마에게 카우라바 군대를 지휘해 달라고 요청한다. 비슈마는 전투에 진심으로 참여하겠지만 5명의 판다바 형제에게는 해를 가하지 않겠다는 조건으로 수락한다. 그는 또한 카르나가 자신 밑에서는 싸우지 않고, 자신이 전장에 있는 동안에는 두료다나의 경호원 역할을 할 것이라고 말한다. 선택의 여지가 거의 없는 두료다나는 비슈마의 조건에 동의하고 그를 카우라바 군대의 총사령관으로 삼는 반면, 카르나는 전투에서 제외된다. 카르나는 비슈마가 아르주나에게 심각한 부상을 입고 화살 침대에 immobil되어 전투 불능이 된 후에 전쟁에 합류한다.

#### 중립 세력
비다르바 왕국, 비두라, 발라라마는 이 전쟁에서 중립적인 세력이다. 원래 비다르바 국왕 루크미는 전쟁에 참여하고 싶었지만 아르주나는 그가 루크미니의 스바얌바라에서 크리슈나에게 패배했고 자신의 전쟁력과 군대를 자랑했다는 이유로 그의 참전을 거부했다. 두료다나 역시 그의 참전을 거절했다. 비두라는 유혈 사태를 원치 않았다.

### 전쟁의 경과

#### 전투 전

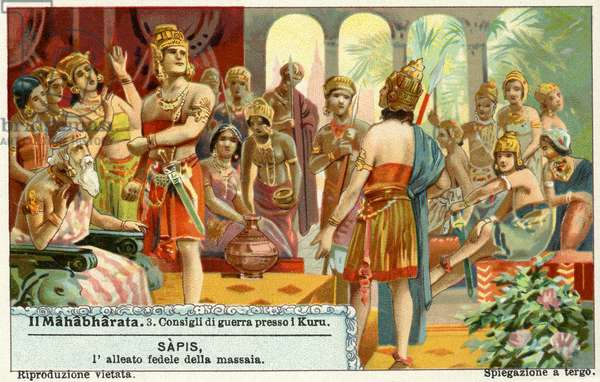
쿠루의 전쟁 의회

마하바라타에 따르면 전쟁이 일어난 해에 30일 이내에 세 차례의 일식이 발생했는데, 일식은 힌두 점성술에서 불길한 징조로 간주된다.
전쟁 첫날, 그리고 이후의 모든 날들과 마찬가지로 카우라바 군대는 서쪽을 향하고 판다바 군대는 동쪽을 향해 서 있었다. 판다바 군대는 유디슈티라와 아르주나에 의해 금강저 대형으로 배치되었다.
카우라바 군대의 10악샤우히니는 팔랑크스 대형으로 배치되었다. 제11악샤우히니는 비슈마의 직접 지휘 아래 놓였는데, 부분적으로는 그를 보호하기 위해서였다. 최고사령관 비슈마의 안전은 두료다나의 전략의 핵심이었는데, 그는 위대한 전사의 능력에 모든 희망을 걸었기 때문이었다.

#### 바가바드 기타

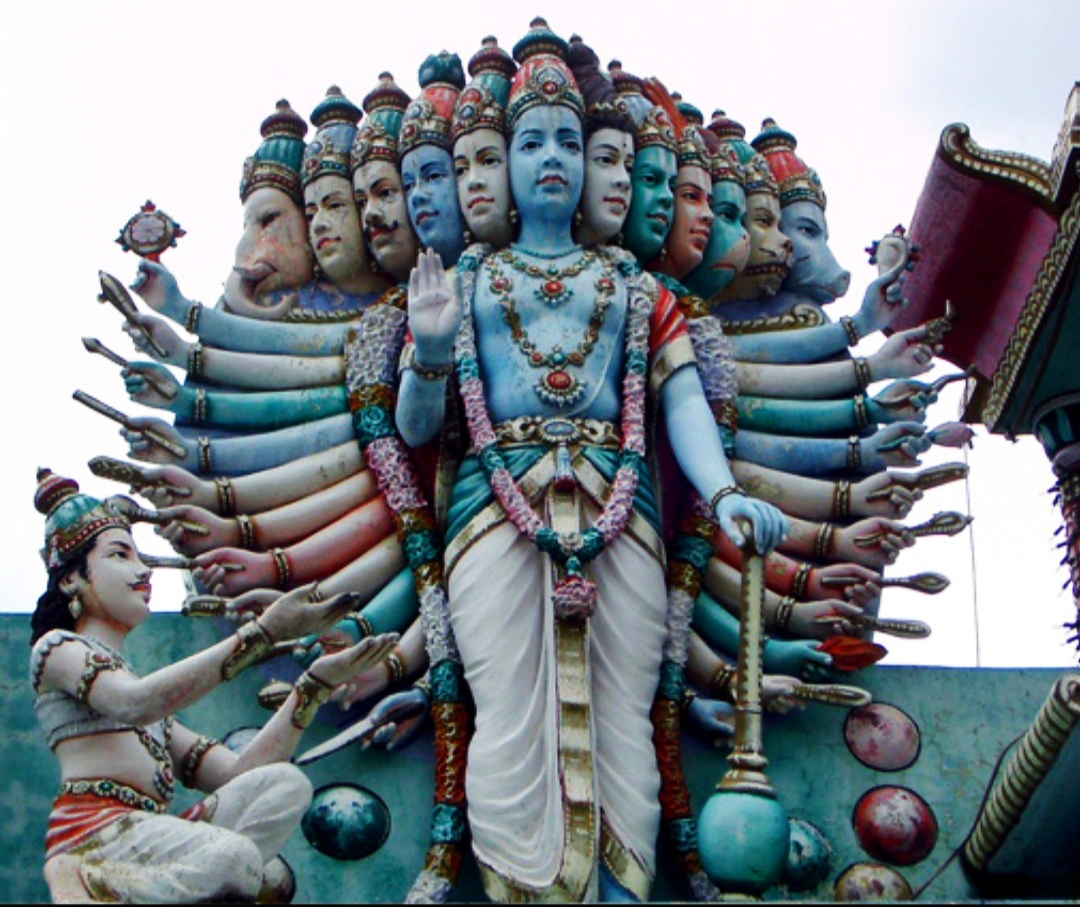
크리슈나가 쿠루크셰트라 전장에서 아르주나에게 자신의 비슈바루파 (우주 형태)를 보여준다.

전쟁이 선포되고 두 군대가 서로 마주 보자 아르주나는 자신이 사랑하는 대숙부 비슈마와 존경하는 스승 드로나를 죽여야 한다는 것을 깨닫는다. 무엇이 옳고 그른지 혼란스러워 좌절한 아르주나는 신성한 조언과 가르침을 구하기 위해 크리슈나에게 의지한다. 아르주나가 자신의 전차병으로 선택한 크리슈나는 그에게 자신의 의무를 조언한다. 크리슈나는 아르주나에게 굴욕적인 무력감에 굴복하지 말고 친족과 싸우라고 지시한다. 그는 또한 이것이 정의와 불의(다르마와 아다르마) 사이의 전쟁이며, 불의 또는 죄의 대의를 지지하는 자는 누구든지 죽이는 것이 아르주나의 의무임을 상기시킨다. 크리슈나는 자신의 신성한 형태를 드러내고 악이 고개를 들 때마다 자신은 매 시대마다 지구에 태어난다고 설명한다.
전투가 시작되기 전, 유디슈티라는 무기를 내려놓고 갑옷을 벗고 합장한 채 카우라바 군대를 향해 걸어간다. 그는 비슈마의 발에 엎드려 전투의 성공을 위한 축복을 구하고 축복을 받는다. 유디슈티라는 자신의 전차로 돌아갔고 전투는 시작될 준비를 마쳤다.

#### 1일차
판다바는 큰 손실을 입고 첫날이 끝날 무렵 패배한다. 비라타의 아들들인 웃타라와 스웨타는 샬야와 비슈마에게 살해된다. 크리슈나는 유디슈티라를 위로하며 결국 승리는 그의 것이 될 것이라고 말한다.

#### 2일차
판다바의 손실을 빠르게 뒤집기 위해 무언가 해야 한다고 깨달은 아르주나는 비슈마를 죽이기로 결심한다. 크리슈나는 비슈마의 전차를 찾아 아르주나를 그에게로 이끈다. 아르주나는 비슈마와 결투를 시도하지만, 카우라바 병사들이 그를 보호하고 아르주나를 공격한다. 아르주나와 비슈마는 몇 시간 동안 치열한 전투를 벌인다. 드로나와 드리슈타디움나도 마찬가지로 결투를 벌이고, 드로나는 드리슈타디움나를 물리치지만, 그는 비마에 의해 구출된다. 두료다나는 칼링가 병력을 보내 비마를 공격하게 하고, 칼링가 왕을 포함한 대부분이 사망한다. 비슈마는 지친 칼링가 병력을 구원하러 온다. 비마를 돕던 사트야키는 비슈마의 전차병을 쏘아 죽인다. 비슈마의 말들이 달아나 비슈마를 전장에서 멀리 데려간다.

#### 3일차
카우라바군은 아르주나에게 공격을 집중하며, 그의 전차는 화살과 투창으로 뒤덮인다. 아르주나는 활에서 쏟아지는 끝없는 화살로 자신의 전차 주위에 요새를 건설한다. 아비만유와 사티야키는 연합하여 샤쿠니의 간다라 군대를 물리친다. 비마와 가토트카차는 후방에서 두료다나를 공격한다. 비마의 화살이 두료다나를 맞추고, 그는 전차에서 쓰러진다. 그의 전차병이 그를 전장에서 이탈시키고, 두료다나의 군대는 흩어진다. 비슈마는 질서를 회복하고 두료다나는 군대를 이끌기 위해 돌아온다. 그는 판다바 형제들에 대한 비슈마의 관대함이라고 생각하는 것에 화가 나서 그에게 가혹하게 말한다. 이 불공정한 비난에 상처받은 비슈마는 전장으로 돌아온다.
아르주나는 질서를 회복하기 위해 비슈마를 공격한다. 아르주나와 비슈마는 다시 결투한다.

#### 4일차

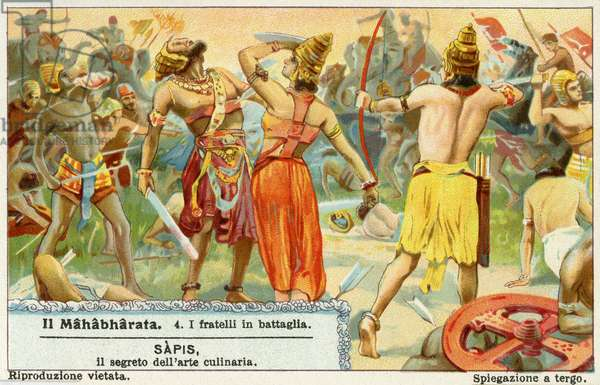
쿠루크셰트라 전쟁

비슈마는 카우라바 군에게 공세로 전환하라고 명령한다. 카우라바들이 차크라브유하를 형성하자 아비만유가 그 안으로 들어가지만 카우라바 왕자들에게 둘러싸여 공격받는다. 아르주나가 그를 돕기 위해 합류한다. 비마가 나타나 카우라바들을 공격한다. 두료다나는 거대한 전투 코끼리 부대를 비마에게 보내고, 비마는 전차에서 내려와 자신의 철제 가다로 단신으로 그들을 공격한다. 코끼리들은 흩어지고 카우라바 군대 속으로 돌진한다. 두료다나는 비마에게 총공격을 명령하고, 비마는 두샤사나, 즉 카우라바의 둘째 형제로부터 화살을 가슴에 맞아 정신을 잃고 전차에 앉기 전까지 두료다나의 형제 8명을 죽인다.
4일째가 끝날 무렵, 두료다나는 비슈마에게 어떻게 판다바들이 우세한 병력을 상대로 우위를 점할 수 있었는지 묻는다. 비슈마는 판다바들이 정의의 편에 서 있으며, 두료다나에게 평화를 모색하라고 조언한다.

#### 5일차
판다바 군대는 비슈마의 공격으로 인해 피해를 입는다. 사티야키는 드로나에게 패배하지만, 비마가 몰고 와서 그를 구출한다. 아르주나는 두료다나가 자신을 공격하기 위해 보낸 수천 명의 병사들을 죽인다. 비마는 비슈마와 결투를 벌이지만 승자가 명확하지 않다. 드루파다와 그의 아들 시크한디는 비마를 돕기 위해 가지만, 두료다나의 형제 중 한 명인 비카르나에 의해 저지당하고, 그는 그들을 공격하여 심각한 부상을 입힌다.

#### 6일차
드로나는 많은 판다바 병사들을 죽이고 양측 군대의 대형은 깨진다. 비마는 카우라바 대형을 뚫고 두료다나를 공격하여 물리치지만 그는 구출된다. 드라우파디의 아들들인 우파판다바는 아슈와타마와 싸워 그의 전차를 파괴한다.

#### 7일차
드로나는 비라타의 아들 중 한 명인 샹카를 죽인다. 유유추는 검 싸움에서 크리파에게 부상을 입는다. 나쿨라와 사하데바는 두료다나의 형제들과 싸우지만 수적으로 압도당한다.

#### 8일차
비마는 드리타라슈트라의 아들 17명을 죽인다. 아르주나의 아들 이라반은 샤쿠니의 형제 5명을 죽인다. 두료다나는 라크샤사 전사 알람부샤를 배치하고, 그는 이라반을 죽인다.

#### 9일차
비슈마는 판다바 군대를 파괴한다. 아르주나는 비슈마에게 향하지만 반쯤은 마음이 내키지 않는 싸움을 벌인다. 아르주나가 비슈마를 죽일 수 없을 것 같다는 생각에 분노에 압도된 크리슈나는 카우라바 사령관에게 달려든다. 가토트카차는 라크샤사 알람부샤를 죽인다.
비슈마가 서 있는 한 전쟁에서 이길 수 없다는 것을 깨달은 크리슈나는 그를 상대하기 위해 성전환자를 전장에 배치할 것을 제안한다.

#### 10일차

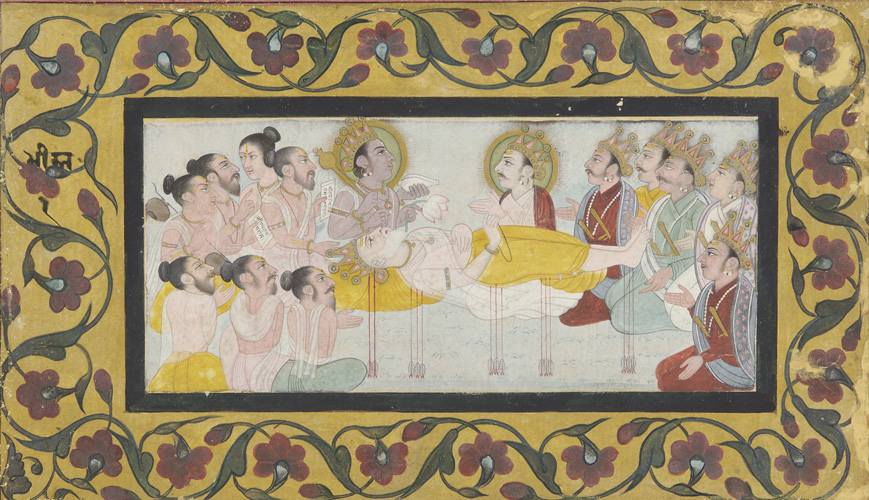
스미스소니언 협회 소장품 중 화살 침대 위에 누워있는 비슈마

판다바들은 전생에 여성이었던 시크한디를 비슈마 앞에 세운다. 비슈마는 여성에게는 공격하지 않겠다는 맹세를 했기 때문이다. 시크한디의 화살은 방해받지 않고 비슈마에게 꽂혔다. 아르주나는 시크한디 뒤에 자리를 잡고 비슈마의 공격으로부터 자신을 보호하며 비슈마 갑옷의 약점을 노려 화살을 쏘아 그를 물리친다.
카우라바와 판다바는 비슈마 주변에 모였고, 그의 요청에 따라 아르주나는 비슈마의 머리 밑에 세 개의 화살을 놓아 지탱해 주었다. 비슈마는 아버지 샨타누 왕에게 하스티나푸르가 모든 방향에서 안전해질 때까지 살겠다고 약속했었다. 이 약속을 지키기 위해 비슈마는 아버지로부터 받은 이차 므리튜(자발적 죽음)의 축복을 사용했다. 전쟁이 끝난 후, 하스티나푸르가 모든 면에서 안전해지고 판다바들에게 정치와 비슈누 사하스라나마에 대한 교훈을 준 후, 비슈마는 우타라야나의 첫날에 사망한다.

#### 11일차
비슈마가 계속할 수 없게 되자 카르나가 전장에 합류한다. 두료다나는 카르나의 조언에 따라 드로나를 카우라바군의 총사령관으로 임명한다. 두료다나는 유디슈티라를 생포하기를 원한다. 유디슈티라를 전장에서 죽이는 것은 판다바들을 더욱 분노하게 만들 뿐이고, 그를 인질로 잡는 것은 전략적으로 유용할 것이기 때문이다. 드로나는 유디슈티라의 활을 부러뜨리지만, 아르주나가 드로나가 유디슈티라를 생포하는 것을 막는다.

#### 12일차
드로나는 두료다나에게 아르주나가 있는 한 유디슈티라를 생포하기 어려울 것이라고 말한다. 그는 삼사프타카(트리가르타의 전사들로, 수샤르마가 이끌며 정복하거나 죽겠다고 맹세한 자들)에게 전장의 먼 곳에서 아르주나를 바쁘게 하라고 명령했고, 그들은 판다바 후계자와의 오랜 적대감 때문에 기꺼이 명령에 따랐다. 아르주나는 오후가 되기 전에 그들을 물리치고, 그 후 판다바 군대에게 혼란을 야기하며 비마, 아비만유, 사티야키를 물리친 바가다타를 상대한다. 아르주나와 바가다타는 싸우고 후자는 사망한다. 드로나는 유디슈티라를 생포하려는 시도를 계속하지만, 그날 프라티빈디야의 공격에 의해 격퇴당한다. 그러나 판다바들은 격렬하게 싸워 카우라바 군대에게 심각한 타격을 입히고 드로나의 계획을 좌절시켰다.

#### 13일차
드로나는 여전히 유디슈티라를 생포하는 것을 목표로 삼는다. 판다바 중에서는 아르주나와 크리슈나만이 이 대형을 뚫는 방법을 알고 있었고, 그들이 그렇게 하지 못하도록 수샤르마가 이끄는 삼삽타카들이 아르주나에게 도전하여 하루 종일 전장의 먼 곳에서 그를 바쁘게 했다.
전장의 다른 편에서, 나머지 네 판다바와 그들의 동맹들은 드로나의 차크라 대형을 뚫는 것이 불가능하다는 것을 알게 된다. 유디슈티라는 아비만유에게 차크라/파드마 대형을 뚫도록 지시한다. 아비만유는 차크라 대형에 들어가는 방법은 알지만 나가는 방법은 모르기 때문에, 판다바는 그를 잠재적인 위험으로부터 보호하기 위해 따라간다. 아비만유가 대형에 들어가자마자, 자야드라타는 시바로부터 얻은 축복의 도움으로 그들을 막고, 비마와 사티야키를 물리친다.
차크라/카말라 대형 안에서 아비만유는 코살라국의 왕 브리하드발라를 비롯한 많은 전사들을 죽인다. 아스마카의 왕, 크리타바르마의 아들 마르티카바타, 샬야의 아들 루크마라타, 샬야의 남동생, 두료다나의 아들 락슈마나, 그리고 두샤사나의 둘째 아들 두슈마나라가 죽는다.
카우라바 지휘관들은 아비만유가 그들의 군대에 더 이상의 피해를 입히는 것을 막기 위한 전략을 세운다. 드로나의 지시에 따라 여섯 명의 전사들이 아비만유를 공격하여 그의 전차, 활, 칼, 방패를 빼앗았다. 아비만유는 가다를 들고 아슈와타마의 전차를 부수고(아슈와타마는 도주했다), 샤쿠니의 형제 중 한 명과 수많은 병력과 코끼리들을 죽인 후, 두샤사나의 아들에게 가다 싸움에서 살해당한다.
아들 아비만유의 죽음을 알게 된 아르주나는 자야드라타를 죽이겠다고 맹세한다.

#### 14일차

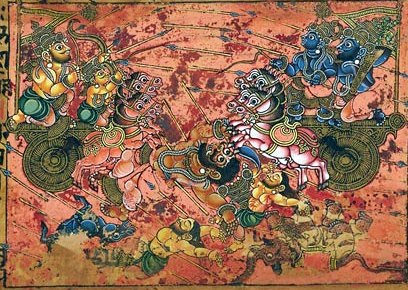
카르나가 가토트카차를 죽인다

전장에서 자야드라타를 찾는 동안 아르주나는 카우라바 병사 제7악샤우히니를 죽인다. 샤쿠니의 계략으로 두료다나는 자야드라타를 자신의 진영에 숨긴다. 아르주나는 디비아스트라를 사용하여 자야드라타의 머리를 그의 아버지에게 가져가 아버지의 죽음을 초래한다. 드로나와 카르나를 포함한 많은 마하라티들이 자야드라타를 보호하려 하지만 실패한다. 아르주나는 아다르마를 지지하는 모든 이들이 죽을 것이라고 경고한다.
아르주나가 샤카타뷰하의 나머지를 파괴하는 동안, 카우라바 중 셋째인 비카르나는 아르주나에게 활 싸움을 걸었다. 아르주나는 비마에게 비카르나를 죽이라고 요청했지만, 비마는 비카르나가 드라우파디 바스트라파하람 기간 동안 판다바들을 옹호했기 때문에 거절했다. 비마와 비카르나는 서로 화살을 쏘았고, 비마는 자신의 곤봉으로 비카르나를 죽였다. 드로나는 케케야의 왕 브리하트크샤트라와 체디의 왕 드리슈타케투를 죽였다.
두샤사나의 첫째 아들 드럼세나는 드라우파디와 유디슈티라의 장남 프라티빈디야에게 결투에서 살해당한다. 밝은 달이 뜨자 가토트카차는 하늘을 날면서 알람부샤와 알라유다 같은 전사들을 죽였다. 카르나는 그와 싸우고 인드라가 자신에게 준 신성한 무기인 바사바 샤크티를 발사한다. 가토트카차는 몸집이 커져 죽으면서 카우라바 군대 위로 떨어져 악샤우히니 한 부대를 죽였다.

#### 15일차
드루파다와 비라타가 드로나에게 살해된 후, 비마와 드리슈타디움나가 그와 싸운다. 드로나가 브라흐만다아스트라를 가지고 있었기 때문에, 크리슈나는 유디슈티라에게 아슈와타마가 죽으면 드로나가 무기를 내려놓을 것이라고 말한다. 유디슈티라는 드로나에게 거짓말을 한다. 이에 드로나는 낙담하여 무기를 내려놓고, 아버지의 죽음에 대한 복수와 맹세를 지키기 위해 드리슈타듐나에게 살해당한다. 쿤티는 비밀리에 카르나를 만나 그들이 그의 동생들이니 판다바들을 살려달라고 요청한다. 카르나는 쿤티에게 아르주나를 제외한 판다바들을 살려주겠다고 약속했지만, 아르주나에게는 같은 무기를 두 번 사용하지 않을 것이라고 덧붙였다.

#### 16일차

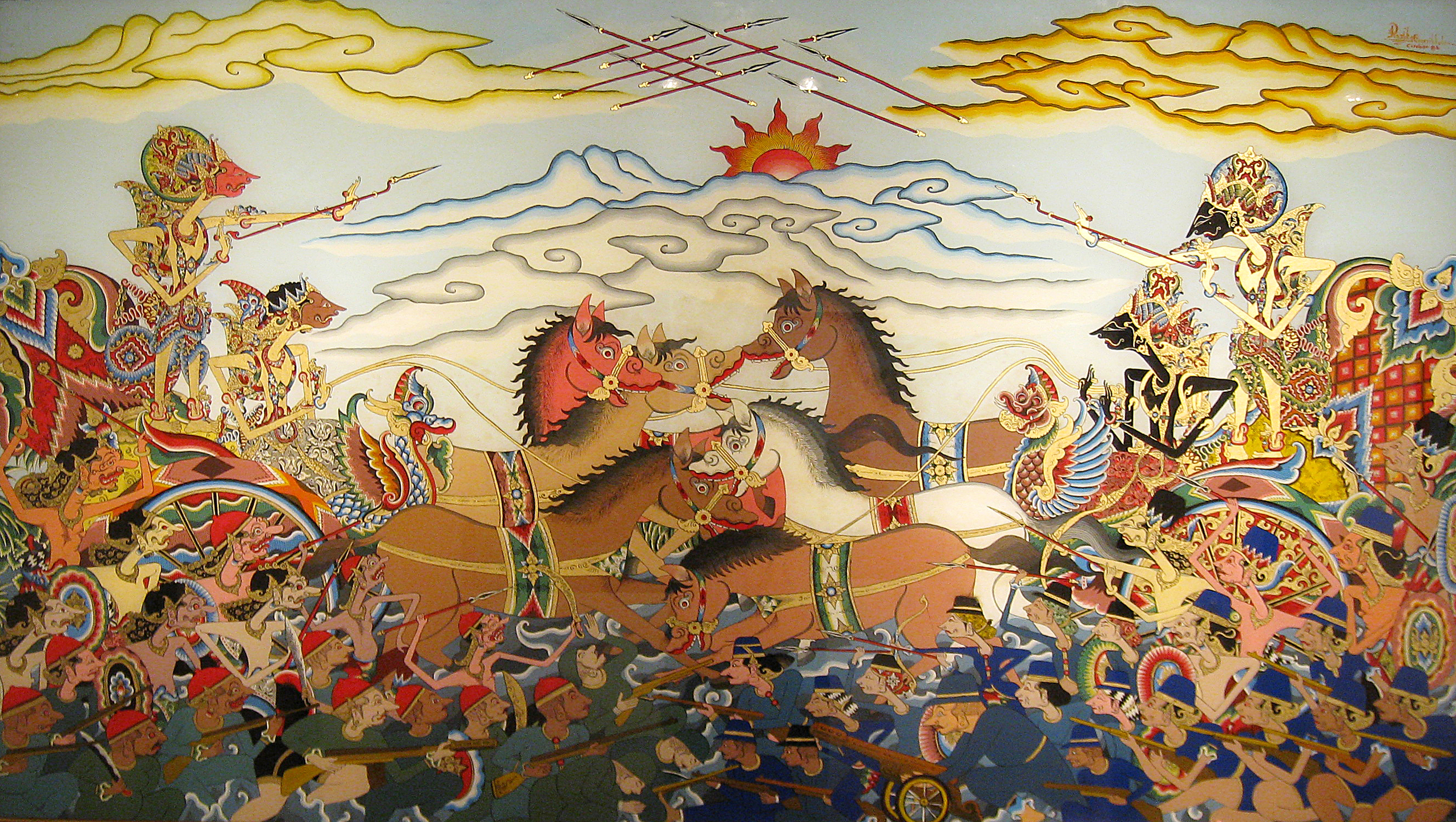
왼쪽은 샬리야가 전차를 끄는 카르나, 오른쪽은 크리슈나와 함께 있는 아르주나, 찌레본 와양 유리화, 자바, 인도네시아.

카르나가 카우라바군 총사령관이 된다. 그는 판다바 장군들에게 포위되어 공격받지만, 그들은 그를 물리칠 수 없다. 카르나는 판다바 군대에 막대한 피해를 입힌다.

#### 17일차
비마가 두샤사나의 전차를 산산조각 낸다.

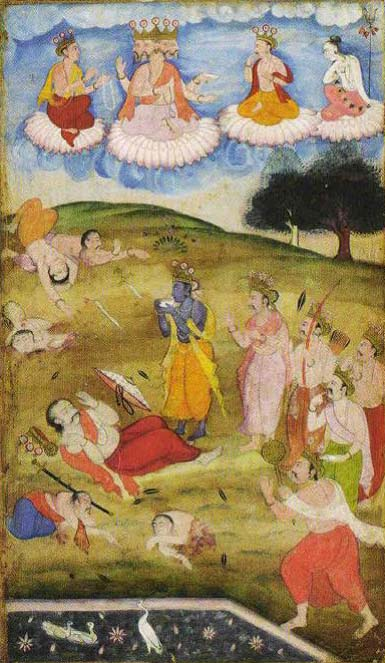
크리슈나가 판차자냐, 소라 껍질을 불어 마하바라타 전쟁의 끝을 선언한다.

비마는 두샤사나를 붙잡아 그의 오른쪽 팔을 어깨에서 찢어내고, 그의 가슴을 찢어 피를 마시며, 그 피를 드라우파디의 풀어헤친 머리에 바르는데, 이는 드라우파디가 굴욕당했을 때 그가 맹세한 바를 이행하는 것이었다. 아르주나는 수샤르마, 트리가르타, 삼삽타카를 죽인다. 카르나는 나중에 사티야키, 시크한디, 판다바 형제인 나쿨라, 사하데바, 유디슈티라, 비마를 전투에서 물리치지만 그들의 목숨을 살려준다. 카르나는 판다바 군대의 여러 악샤우히니를 죽이고 판찰라들을 죽인다. 카르나는 아르주나와의 결투를 재개한다. 그들의 결투 중에 카르나의 전차 바퀴가 진흙에 박히고 카르나는 잠시 멈춰달라고 요청한다. 크리슈나는 아르주나에게 아비마뉴가 전차와 무기가 없는 상태에서 카르나의 무자비함을 상기시킨다. 아들 아비마뉴의 운명을 들은 아르주나는 화살을 쏘아 카르나의 목을 벤다.

#### 18일차
샬리야가 남은 카우라바 군대의 총사령관을 맡는다. 유디슈티라는 창으로 그를 죽이고 사하데바는 샤쿠니를 죽인다. 나쿨라는 샤쿠니의 아들 울루카를 죽인다. 자신이 패배했음을 깨달은 두료다나는 전장을 도망쳐 호수로 피신하고, 그곳에서 판다바들이 그를 따라잡는다. 이제 돌아온 발라라마의 감독 아래 비마와 두료다나 사이의 전투가 시작된다. 비마는 크리슈나의 지시에 따라 규칙을 어기고 두료다나의 허리 아래를 때려 그에게 치명적인 부상을 입힌다.
아슈와타마, 크리파, 크리타바르마는 두료다나의 임종 시에 모여 그를 복수하겠다고 맹세한다. 아슈와타마를 사령관으로 삼아 그들은 그날 밤 늦게 판다바 진영을 공격하여 그들의 자녀들을 포함한 판다바의 남은 군대를 모두 죽인다.

#### 여파

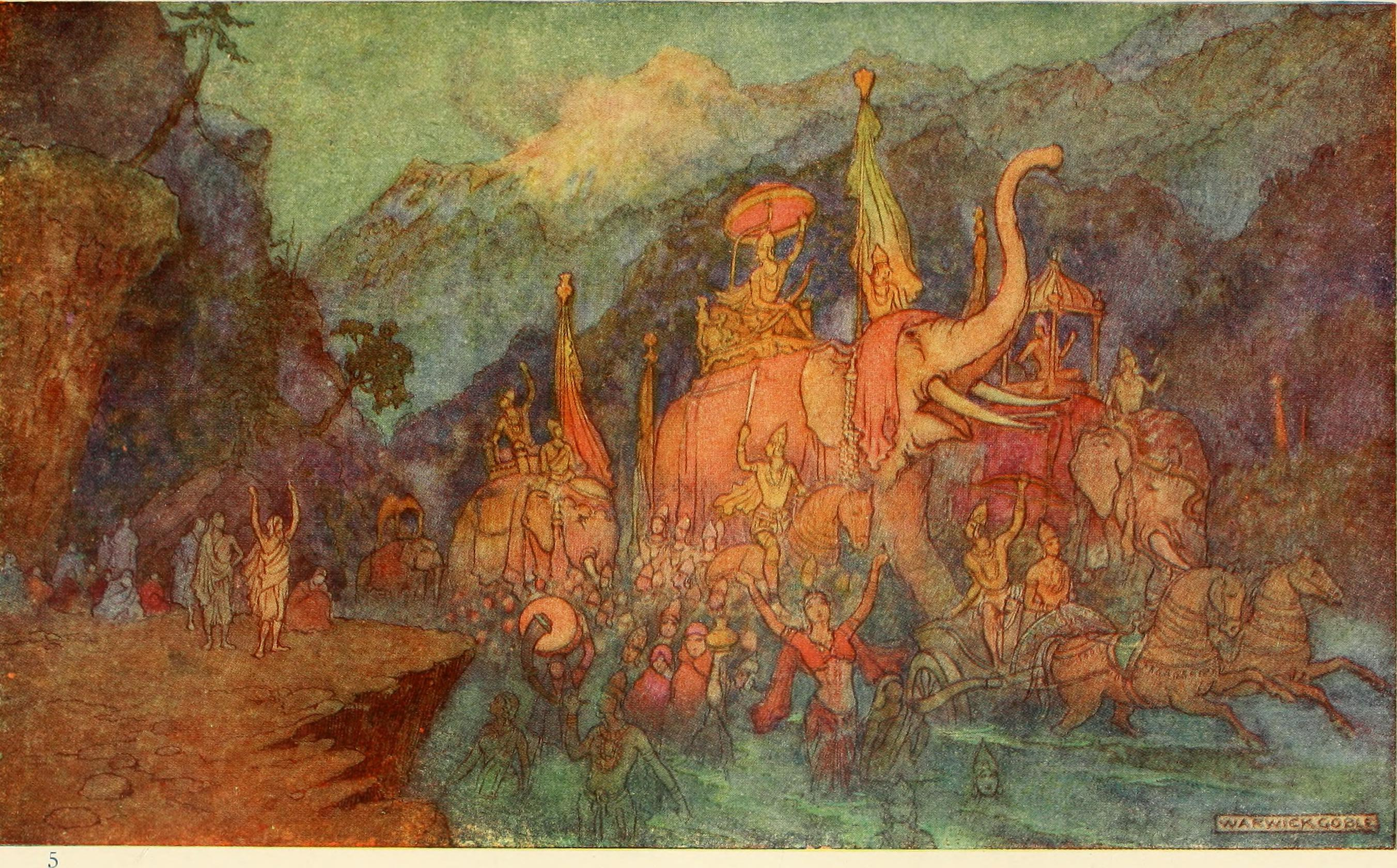
비야사의 염불에 따라 전투에서 사망한 영웅들이 돌아온다.

전쟁에서 살아남은 주요 전사는 판다바 5형제, 크리슈나, 사티야키, 아슈와타마, 크리파, 유유추, 크리타바르마뿐이다. 유디슈티라는 쿠루 국왕으로 즉위한다. 36년간 통치한 후 그는 아르주나의 손자인 파리크시트에게 왕위를 양위한다. 드라우파디와 네 명의 판다바, 즉 비마, 아르주나, 나쿨라, 사하데바는 여행 중에 사망한다. 유디슈티라는 홀로 살아남았고 경건한 마음을 가졌으므로 야마라자의 초청으로 필멸의 몸으로 천국에 들어간다.

## 같이 보기
- 하스티나푸르
- 인드라프라스타
- 카우라바
- 마하바라타의 역사성

### 설명주
1. ↑  이 수레들은 종종 "전차"로 불리지만, 베다 문헌이나 힌두 서사시에 언급된 전차(산스크리트어: 라타)처럼 바퀴에 살이 없다. 바퀴는 살이 없는 통나무로 되어 있다.

1. ↑  연대 문제에 대해 논의하면서 역사학자 A. L. 배샴은 다음과 같이 말한다: "가장 널리 알려진 후대 전통에 따르면 마하바라타 전쟁은 기원전 3102년에 일어났는데, 모든 증거에 비추어 볼 때 이는 전혀 불가능하다. 기원전 15세기로 추정하는 다른 전통이 더 합리적이지만, 우리의 고고학적 지식에 비추어 볼 때 이것 또한 몇 세기나 너무 이르다. 아마도 전쟁은 기원전 9세기 초경에 일어났을 것이다. 이러한 연대는 그 시대의 빈약한 고고학적 유물과 잘 맞아떨어지며, 브라흐마나 문헌 자체에도 그보다 훨씬 이전일 수 없다는 일부 증거가 있다."[14] 배샴은 H.C. 라이차우두리, 『고대 인도의 정치사』, 27쪽 이하를 인용한다.
2. ↑  인도 고고학자 스와라지 프라카시 굽타와 K.S. 라마찬드란: "마하바라타 전쟁에 대한 견해의 차이는 고대 시대의 신뢰할 수 있는 역사가 없기 때문이다. 이는 역사 시대에도 마찬가지이며, 수많은 문제에 대해 의견 일치가 없다. 미라시 박사는 마하바라타에 삽입이 있었음을 인정하며, '원래 그것(마하바라타)은 8,800절의 작은 시였고 자야(승리)라는 이름으로 알려졌으며, 그 다음 24,000절로 늘어나 바라타로 알려졌고, 마침내 마하바라타라는 이름으로 현재의 방대한 라크절에 도달했다'고 언급한다."[20]
3. ↑  또한 자코모 베네데티의 마하바라타와 고고학: 사나울리의 전차와 회문채색토기의 위치 및 푸라나 왕들과 리그 베다 리쉬의 연대, 신두-사라스바티 문명의 단계와 비교를 참조하십시오. 마하바라타 전쟁을 기원전 1432년으로 본다.

### 참조주
1. ↑  Datta, Amaresh (2006년 1월 1일). 《The Encyclopaedia of Indian Literature (Volume Two) (Devraj to Jyoti)》. Sahitya Akademi. ISBN 978-81-260-1194-0.
2. ↑  Narayan, R. K. (2001년 3월 1일). 《The Mahabharata》 (영어). Penguin Books Limited. ISBN 978-0-14-119081-5.
3. ↑  https://www.learnsanskrit.cc/translate?search=region&dir=au [{{{설명}}}]
4. ↑  Ring, Trudy; Salkin, Robert M.; Schellinger, Paul E.; Boda, Sharon La; Watson, Noelle; Hudson; Hast, Adele (1994). 《International Dictionary of Historic Places: Asia and Oceania》 (영어). Taylor & Francis. ISBN 978-1-884964-04-6.
5. ↑  《The Mystery of the Mahabharata: Vol. II: The Systems of HIndu Philosophy & Religion》 (영어). India Research Press.
6. ↑  Singh, Upinder (2006). 《Delhi: Ancient History》. Berghahn Books. 85쪽. ISBN 9788187358299.
7. 1 2 3  Singh 2009, 19쪽.
8. ↑  Insoll, Timothy. 《Case Studies in Archaeology and World Religion: The Proceedings of the Cambridge Conference》. Archaeopress. 166쪽.
9. ↑  Murthy, S. S. N. (2016년 9월 8일). 《The Questionable Historicity of the Mahabharata》. 《Electronic Journal of Vedic Studies》 10. 1–15쪽. doi:10.11588/ejvs.2003.5.782. ISSN 1084-7561. 2019년 1월 26일에 원본 문서에서 보존된 문서. 2019년 1월 26일에 확인함.
10. ↑  《The Mahabharata: Volume 1, Volume 1》. Penguin UK. 2015. ISBN 9788184753882.
11. ↑  Bronkhorst 2017.
12. ↑  Samuel 2010.
13. ↑  Basham 1954, 39-40쪽.
14. ↑  Basham 1954, 40쪽.
15. ↑  A.D. Pusalker, History and Culture of the Indian People, Vol I, Chapter XIV, p.273
16. ↑  FE Pargiter, Ancient Indian Historical Tradition, p.180. He shows estimates of the average as 47, 50, 31 and 35 for various versions of the lists.
17. ↑  Pargiter, op.cit. p.180-182
18. ↑  《The Sauptikaparvan of the Mahabharata: The Massacre at Night》. Oxford University Press. 1998. 13쪽. ISBN 9780192823618.
19. ↑  Singh 2009, 18-21쪽.
20. ↑  Swaraj Prakash Gupta; K.S. Ramachandran (2006). 〈Mahabharata: Myth and Reality〉.   Singh. 《Delhi: Ancient History》. Social Science Press. 86쪽. ISBN 978-8187358299. 2022년 1월 18일에 원본 문서에서 보존된 문서. 2016년 8월 5일에 확인함.
21. 1 2  Witzel 1995.
22. ↑  Hiltebeitel 2005, 5594쪽.
23. 1 2 3  Parpola 2015, 299쪽.
24. ↑  The Chronology of India: From Manu to Mahabharata ISBN 978-8194321309
25. ↑  Singh 2010, Chapter 7, Pp. 202-252, 302쪽.
26. ↑  Koch, Dieter (2015). “Astronomical Dating of the Mahābhārata War” (PDF). 395쪽. 2021년 7월 25일에 원본 문서 (PDF)에서 보존된 문서. 2021년 7월 25일에 확인함.
27. ↑  Daftari, K. L. (1942). “The Astronomical Method and Its Application to the Chronology of Ancient India”. 40–45쪽.
28. ↑  “Experts dig up 950BC as epic war date”. 《Times of India》. 2015년 2월 1일. 2022년 1월 18일에 원본 문서에서 보존된 문서. 2021년 1월 15일에 확인함.
29. ↑  B. B. Lal, Mahabharata and Archaeology in Gupta and Ramachandran (1976), p.57-58
30. ↑  Keay, John (2000). 《India: A History》. New York City: Grove Press. 42쪽. ISBN 0-8021-3797-0.
31. ↑  Parpola 2015, 299-300쪽.
32. 1 2  Parpola 2020.
33. ↑  Parpola 2020, 176쪽.
34. ↑  Gupta & Mani 2017.
35. ↑  Dua, Rohan (2020년 2월 22일). “India's largest known burial site is 3,800 yrs old, confirms carbon dating”. 《Times of India》. 2021년 6월 8일에 원본 문서에서 보존된 문서. 2021년 7월 26일에 확인함.
36. ↑  Gupta & Mani 2017, 378쪽.
37. ↑  Kumar, Nava (1979). 《The Mahabharata A Spiritual Interpretation》. Sura Sadan Pub. 152쪽.
38. ↑  Nath Soni, Lok (2000). 《The Cattle and the Stick An Ethnographic Profile of the Raut of Chhattisgarh》. Anthropological Survey of India, Government of India, Ministry of Tourism and Culture, Department of Culture. 16쪽. ISBN 9788185579573.
39. ↑  Gaṅgā Rām, Garg (1992). 《Encyclopaedia of the Hindu world, Volume 1》. Concept Publishing Company. 129쪽. ISBN 978-81-7022-376-4.
40. ↑  Paul, Samiran Kumar (2023). 《Grandeur And Narratives In The Great Indian Epics- The Ramayana And The Mahabharata》. BFC Publications. 65쪽. ISBN 9789357649186.
41. ↑  “Periodicity of Solar Eclipses”. 《NASA》. 2021년 5월 16일에 원본 문서에서 보존된 문서. 2021년 6월 21일에 확인함.
42. ↑  Garbe, Richard (1918). 《INTRODUCTION TO THE BHAGAVADGlTA》. The University of Bombay.
43. ↑  “The Mahabharata, Book 7: Drona Parva: Abhimanyu-badha Parva: Section XLVII”. 《sacred-texts.com》. 2017년 8월 2일에 원본 문서에서 보존된 문서. 2017년 7월 7일에 확인함.
44. ↑  Virodai, Yashodhara (2017년 8월 31일). “कुरुक्षेत्र के एक भी योद्धा का देह नहीं मिला आज तक”. 《Newstrend》 (힌디어). 2021년 6월 3일에 원본 문서에서 보존된 문서. 2020년 8월 13일에 확인함.